# Saint-Paul-sur-Save
Saint-Paul-sur-Save é uma comuna francesa na região administrativa da Occitânia, no departamento do Alto Garona. Estende-se por uma área de 5.07 km², com 1.627 habitantes, segundo os censos de 2018, com uma densidade de 320 hab/km².